# 李子沟站
李子沟站位于贵州省毕节市威宁彝族回族苗族自治县，为内昆铁路线上的一个五等车站，2002年正式启用。六盘水方向为著名的全长1032米的李子沟特大桥和国内全长5194米的最长的瓦斯隧道朱嘎隧道。

## 业务办理
不办理客货运业务。